# Voie verte du lac d'Annecy
La voie verte du lac d'Annecy est un aménagement urbain réservé aux modes de déplacement doux et géré par le SILA. Longue de 33 kilomètres, elle longe le lac d'Annecy sur sa rive occidentale entre Annecy et Val de Chaise, dans le département de la Haute-Savoie en France sur l'emprise de l'ancienne ligne d'Annecy à Albertville. Celle-ci est réservée aux piétons ainsi qu'à tout engin non motorisé. 

## Histoire

### Aménagements sur l'ancienne ligne d'Annecy à Albertville
La première partie ouverte de la voie verte, d'Annecy à Doussard, reprend le tracé de l’ancienne voie de chemin de fer qui longeait le lac.
Des travaux ont été réalisés en 2004 afin de relier l'extrémité nord de l'ancienne voie ferrée au port d'Annecy. La section sud a été ensuite réalisée de 2005 à 2007 et permet donc de relier en continu Annecy à Marlens (la commune a fusionné en 2016 avec Cons-Sainte-Colombe pour devenir Val de Chaise).

### Aménagements rive droite du lac d'Annecy
Sur la rive orientale du lac d'Annecy, des travaux sont en cours d'aménagement, réalisés par le conseil départemental de la Haute-Savoie et le SILA (Syndicat mixte du lac d’Annecy), pour permettre à la voie verte de faire le tour du lac d'Annecy d'ici fin 2020. Plusieurs sections sont néanmoins praticables dès 2018 :
- Veyrier-du-Lac, Chavoire - Pérouzes : achevée au printemps 2018 ;
- Doussard, Glières – Verthier : achevée fin 2018 ;
- Veyrier-du-Lac – Menthon-Saint-Bernard : achevée fin 2019 ;
- Talloires, des Balmettes au bout du lac : à achever fin 2020.

## Tracé

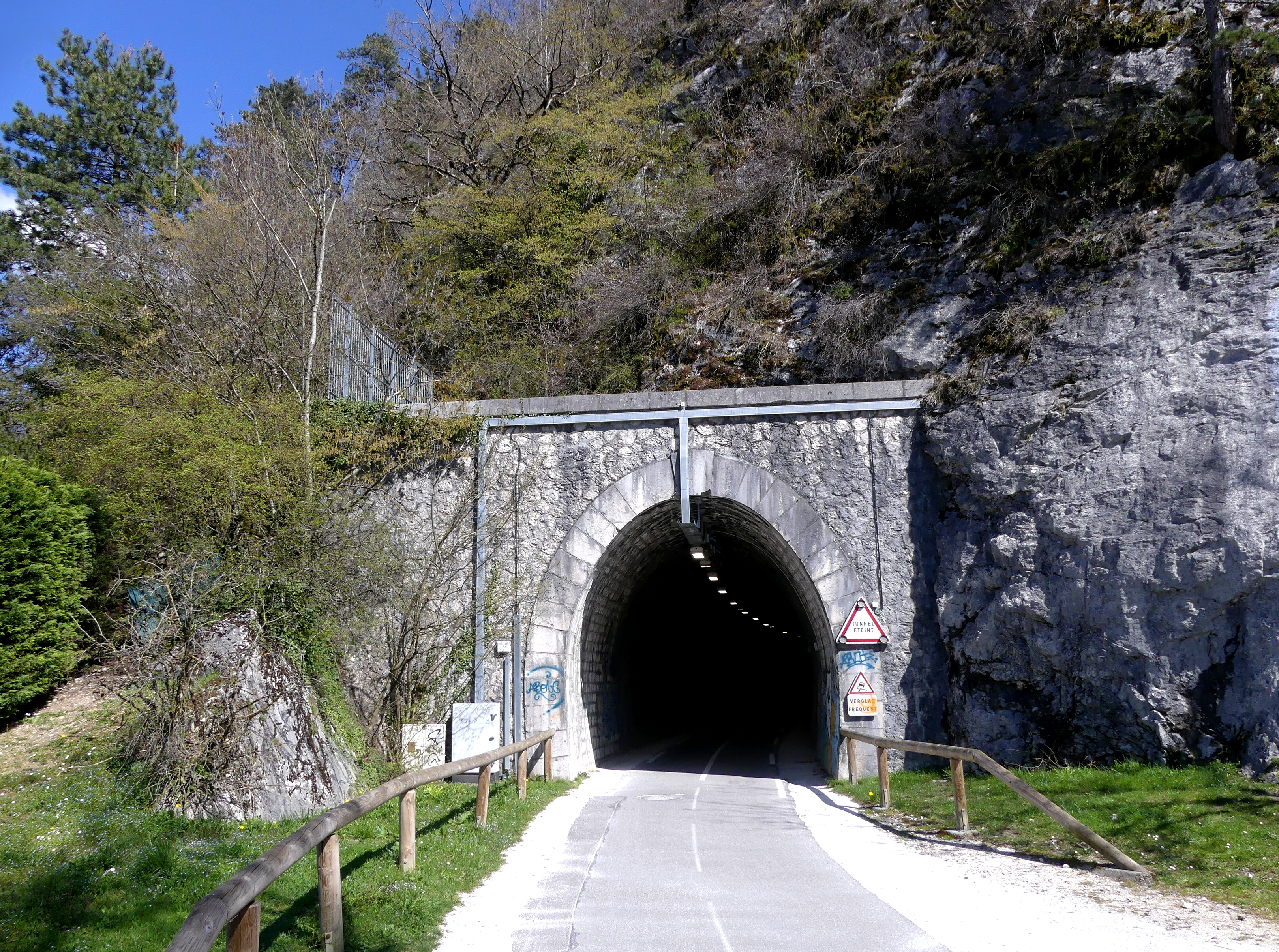
Le tunnel de Duingt.

La voie verte part du cœur d'Annecy au niveau du pont des Amours qui relie le Pâquier aux jardins de l'Europe, en bordure du lac d'Annecy. Se dirigeant vers le sud, elle traverse le quartier des Marquisats puis longe la route départementale 1508 sur 3,5 kilomètres. A l'entrée de la commune de Sevrier, la voie verte emprunte le tracé de la ligne d'Annecy à Albertville à la sortie du tunnel de la Puya. Longeant le lac, elle traverse Sevrier où l'emplacement de l'ancienne gare est toujours visible sous la forme du parking de la plage. La traversée de la réserve naturelle des marais de l'Enfer marque l'entrée dans Saint-Jorioz. La voie verte s'éloigne alors sensiblement des rives du lac au point de traverser la route départementale 1508 et de gagner légèrement en altitude. À Duingt, l'ancien tunnel ferroviaire permet à la voie verte de franchir le Taillefer et de longer le Petit Lac jusqu'à Doussard et Lathuile ; à la limite de ces deux communes, le secteur de l'ancienne gare est transformé depuis en halte cycliste avec la présence d'une ancienne locomotive à vapeur.
Après la plage de Doussard et la réserve naturelle nationale du Bout du Lac d'Annecy, une autre voie verte permet de boucler le tour du lac en empruntant sa rive droite vers le nord via Talloires, Menthon-Saint-Bernard et Veyrier-du-Lac. La voie verte du lac d'Annecy se poursuit en direction du sud-est vers Faverges en évitant Giez. La traversée des communes de Saint-Ferréol et Val de Chaise s'effectue en passant à l'écart des différents villages et hameaux jusqu'à la limite départementale avec la Savoie. Au-delà, la voie verte du lac d'Annecy perd son appellation mais se prolonge jusqu'à Ugine. Elle fait partie de la véloroute du sillon alpin V62 qui relie Annecy au nord à Albertville au sud.

## Accès

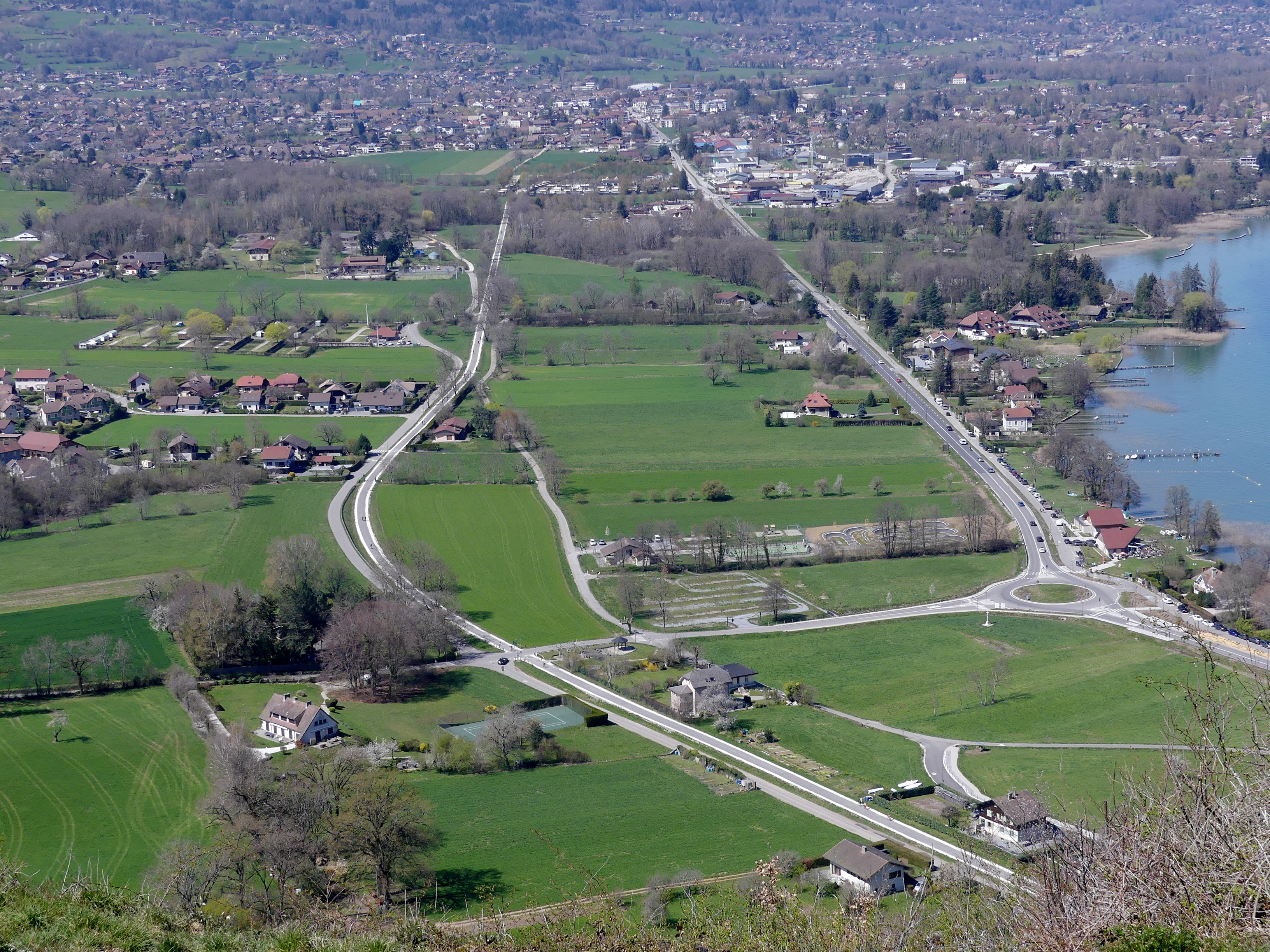
La Voie Verte en rive ouest à Duingt vue depuis le Taillefer.

La voie verte est ouverte aux piétons, personnes à mobilité réduite, rollers, cyclistes, etc. ; les VAE (Vélos à Assistance électrique) y sont autorisés dans la limite d'une vitesse maximale de 25 km/h. Les utilisateurs sont soumis à différentes règles de savoir vivre afin de partager et de cohabiter au mieux.
La très forte fréquentation a été mise en évidence en 2019, surtout en été, avec un constat : le nombre de passages a doublé en vingt ans.